# 武田鉄矢の週刊鉄学
『武田鉄矢の週間鉄学』（たけだてつやのしゅうかんてつがく）は、2008年4月から朝日ニュースターで放送されていた報道番組である。放送時間は毎週日曜 11:00 - 11:55 (JST) 。

## 概要
俳優・歌手の武田鉄矢が、一般の情報・ワイドショー番組では語ることがない身近な話題に「肌感覚」でスポットライトを当て、その話題に関係する有識者との対談を軸に奥深く迫っていた番組。放送開始から7か月後の2008年11月にはスカパー!アワード2008ニュース部門賞を受賞した。
2011年10月に武田が急病で倒れたため、同年内には過去の放送分を「アンコール」と題して放送したが、新作の放送は朝日ニュースターがテレビ朝日直営となることに伴う抜本的な番組改正に伴い、2012年2月をもって終了。同年3月以降は再び過去に放送された番組のアンコールが放送されたが、テレビ朝日CS放送の名称統合などにより2013年3月までにアンコールの放送も終了している。

## 出演者
- 司会 - 武田鉄矢
- アシスタント - 伊藤聡子
- コメンテーター - 松原隆一郎（東京大学大学院教授）